# Amalie Eikeland
Amalie Vevle Eikeland (26 agosto 1995) è una calciatrice norvegese, attaccante del Brann e della nazionale norvegese.

## Carriera

### Club
Eikeland è cresciuta calcisticamente nell'Arna-Bjørnar, facendo il suo esordio in Toppserien, la massima serie del campionato norvegese, all'età di quindici anni nella stagione 2011. Ha giocato nell'Arna-Bjørnar in Toppserien per otto stagioni consecutive, giocando prevalentemente da titolare, accumulando 166 presenze e realizzando 44 reti.
All'inizio della stagione 2019 si è trasferita al Sandviken assieme ad altre tre compagne di squadra, Maria Dybwad Brochmann, Cecilie Redisch Kvamme e Lisa Fjeldstad Naalsund, anche loro veterane dell'Arna-Bjørnar. L'avventura al Sandviken è durata metà campionato, visto che nel mese di agosto 2019 Eikeland ha firmato un contratto con la squadra inglese del Reading, militante nella FA Women's Super League. Anche al Reading è stata schierata prevalentemente da titolare, giocando tutte le partite della stagione 2019-2020 fino alla sua interruzione a marzo 2020 a causa dello scoppio della pandemia di COVID-19.

### Nazionale
Sin da giovanissima, Amalie Eikeland ha fatto parte delle selezioni giovanili della Norvegia, scendendo in campo nei vari tornei giovanili e nelle partite di qualificazione alle fasi finali dei campionati europei di categoria. Nel 2013 ha fatto parte della rosa della nazionale Under-19 che ha partecipato alla fase finale del campionato europeo di categoria. Eikeland ha giocato tutte e tre le partite del girone B, concluso dalla Norvegia al terzo posto con conseguente eliminazione dalla competizione, e segnando una rete nella vittoria sulla Svezia U-19. Sia nel 2013 sia nel 2014 ha fatto parte anche della rappresentativa norvegese Under-19 che ha partecipato al torneo de La Manga.
Eikeland ha fatto il suo esordio nella nazionale maggiore il 19 settembre 2016 nella partita valida per le qualificazioni al campionato europeo 2017 e vinta dalla Norvegia per 5-0 su Israele. Dopo aver giocato i minuti finali dell'amichevole contro la Germania un paio di mesi dopo, Eikeland tornò a giocare in nazionale all'inizio del 2019 in occasione di un'amichevole contro la Scozia. Venne poi convocata dal selezionatore Martin Sjögren in occasione dell'Algarve Cup 2019. Scese in campo nel secondo tempo di tre partite del torneo, inclusa la finale vinta dalla Norvegia sulla Polonia, vincitrice così per la quinta volta del torneo portoghese. Eikeland è stata successivamente inserita nella rosa della nazionale norvegese che ha preso parte al campionato mondiale 2019, disputatosi in Francia. Fece il suo esordio al campionato mondiale nel finale del quarto di finale perso dalle norvegesi contro l'Inghilterra e che segnò l'eliminazione della squadra dalla competizione.
Eikeland ha realizzato le sue prime due reti in nazionale nella vittoria per 6-0 sull'Irlanda del Nord, valida come prima partita delle qualificazioni al campionato europeo 2022. Nel marzo 2020 è stata convocata per l'Algarve Cup 2020, giocando entrambe le partite disputate dalla Norvegia.
È stata inserita dalla selezionatrice Hege Riise nella rosa delle 23 calciatrici che hanno preso parte al campionato mondiale 2023.

## Statistiche

### Presenze e reti nei club
Statistiche aggiornate al 27 maggio 2023.
| Stagione            | Squadra             | Campionato          | Campionato | Campionato | Coppe nazionali | Coppe nazionali | Coppe nazionali | Coppe internazionali | Coppe internazionali | Coppe internazionali | Altre coppe | Altre coppe | Altre coppe | Totale | Totale |
| Stagione            | Squadra             | Comp                | Pres       | Reti       | Comp            | Pres            | Reti            | Comp                 | Pres                 | Reti                 | Comp        | Pres        | Reti        | Pres   | Reti   |
| ------------------- | ------------------- | ------------------- | ---------- | ---------- | --------------- | --------------- | --------------- | -------------------- | -------------------- | -------------------- | ----------- | ----------- | ----------- | ------ | ------ |
| 2011                | Arna-Bjørnar        | TS                  | 17         | 3          | CN              | 1               | 0               | -                    | -                    | -                    | -           | -           | -           | 18     | 3      |
| 2012                | Arna-Bjørnar        | TS                  | 21         | 11         | CN              | 4               | 2               | -                    | -                    | -                    | -           | -           | -           | 25     | 13     |
| 2013                | Arna-Bjørnar        | TS                  | 22         | 6          | CN              | 3               | 0               | -                    | -                    | -                    | -           | -           | -           | 25     | 6      |
| 2014                | Arna-Bjørnar        | TS                  | 18         | 2          | CN              | 1               | 0               | -                    | -                    | -                    | -           | -           | -           | 19     | 2      |
| 2015                | Arna-Bjørnar        | TS                  | 22         | 3          | CN              | 2               | 0               | -                    | -                    | -                    | -           | -           | -           | 24     | 3      |
| 2016                | Arna-Bjørnar        | TS                  | 22         | 5          | CN              | 2               | 1               | -                    | -                    | -                    | -           | -           | -           | 24     | 6      |
| 2017                | Arna-Bjørnar        | TS                  | 22         | 5          | CN              | 3               | 0               | -                    | -                    | -                    | -           | -           | -           | 25     | 5      |
| 2018                | Arna-Bjørnar        | TS                  | 22         | 9          | CN              | 2               | 0               | -                    | -                    | -                    | -           | -           | -           | 24     | 9      |
| Totale Arna-Bjørnar | Totale Arna-Bjørnar | Totale Arna-Bjørnar | 166        | 44         |                 | 18              | 3               |                      | -                    | -                    |             | -           | -           | 184    | 47     |
| 2019                | Sandviken           | TS                  | 11         | 1          | CN              | 1               | 1               | -                    | -                    | -                    | -           | -           | -           | 12     | 2      |
| 2019-2020           | Reading             | SL                  | 14         | 2          | CI              | 5               | 0               | -                    | -                    | -                    | -           | -           | -           | 19     | 2      |
| 2020-2021           | Reading             | SL                  | 22         | 2          | CI              | 3               | 1               | -                    | -                    | -                    | -           | -           | -           | 25     | 3      |
| 2021-2022           | Reading             | SL                  | 19         | 2          | CI              | 2               | 0               | -                    | -                    | -                    | -           | -           | -           | 21     | 2      |
| 2022-2023           | Reading             | SL                  | 22         | 1          | CI              | 3               | 0               | -                    | -                    | -                    | -           | -           | -           | 25     | 1      |
| Totale Reading      | Totale Reading      | Totale Reading      | 77         | 7          |                 | 13              | 1               |                      | -                    | -                    |             | -           | -           | 90     | 8      |
| Totale carriera     | Totale carriera     | Totale carriera     | 254        | 52         |                 | 32              | 5               |                      | -                    | -                    |             | -           | -           | 286    | 57     |

### Cronologia presenze e reti in nazionale
| Cronologia completa delle presenze e delle reti in nazionale ― Norvegia | Cronologia completa delle presenze e delle reti in nazionale ― Norvegia | Cronologia completa delle presenze e delle reti in nazionale ― Norvegia | Cronologia completa delle presenze e delle reti in nazionale ― Norvegia | Cronologia completa delle presenze e delle reti in nazionale ― Norvegia | Cronologia completa delle presenze e delle reti in nazionale ― Norvegia | Cronologia completa delle presenze e delle reti in nazionale ― Norvegia | Cronologia completa delle presenze e delle reti in nazionale ― Norvegia |
| Data                                                                    | Città                                                                   | In casa                                                                 | Risultato                                                               | Ospiti                                                                  | Competizione                                                            | Reti                                                                    | Note                                                                    |
| ----------------------------------------------------------------------- | ----------------------------------------------------------------------- | ----------------------------------------------------------------------- | ----------------------------------------------------------------------- | ----------------------------------------------------------------------- | ----------------------------------------------------------------------- | ----------------------------------------------------------------------- | ----------------------------------------------------------------------- |
| 19-9-2016                                                               | Ulsteinvik                                                              | Norvegia                                                                | 5 – 0                                                                   | Israele                                                                 | Qual. Euro 2017                                                         | -                                                                       | 65’                                                                     |
| 29-11-2016                                                              | Chemnitz                                                                | Germania                                                                | 1 – 1                                                                   | Norvegia                                                                | Amichevole                                                              | -                                                                       | 86’                                                                     |
| 17-1-2019                                                               | San Pedro del Pinatar                                                   | Scozia                                                                  | 1 – 3                                                                   | Norvegia                                                                | Amichevole                                                              | -                                                                       | 89’                                                                     |
| 27-2-2019                                                               | Faro                                                                    | Danimarca                                                               | 1 – 2                                                                   | Norvegia                                                                | Algarve Cup 2019                                                        | -                                                                       | 61’                                                                     |
| 1-3-2019                                                                | Albufeira                                                               | Cina                                                                    | 1 – 3                                                                   | Norvegia                                                                | Algarve Cup 2019                                                        | -                                                                       | 59’                                                                     |
| 6-3-2019                                                                | Parchal                                                                 | Polonia                                                                 | 0 – 3                                                                   | Norvegia                                                                | Algarve Cup 2019 - Finale                                               | -                                                                       | 81’                                                                     |
| 27-6-2019                                                               | Le Havre                                                                | Norvegia                                                                | 0 – 3                                                                   | Inghilterra                                                             | Mondiali 2019 - Quarti di finale                                        | -                                                                       | 74’                                                                     |
| 30-8-2019                                                               | Belfast                                                                 | Irlanda del Nord                                                        | 0 – 6                                                                   | Norvegia                                                                | Qual. Euro 2022                                                         | 2                                                                       | 71’                                                                     |
| 3-9-2019                                                                | Bergen                                                                  | Norvegia                                                                | 2 – 1                                                                   | Inghilterra                                                             | Amichevole                                                              | -                                                                       | 69’                                                                     |
| 4-10-2019                                                               | Barysaŭ                                                                 | Bielorussia                                                             | 1 – 7                                                                   | Norvegia                                                                | Qual. Euro 2022                                                         | -                                                                       | 46’                                                                     |
| 8-10-2019                                                               | Tórshavn                                                                | Fær Øer                                                                 | 0 – 13                                                                  | Norvegia                                                                | Qual. Euro 2022                                                         | 1                                                                       |                                                                         |
| 8-11-2019                                                               | Stavanger                                                               | Norvegia                                                                | 6 – 0                                                                   | Irlanda del Nord                                                        | Qual. Euro 2022                                                         | -                                                                       | 67’                                                                     |
| 4-3-2020                                                                | Parchal                                                                 | Danimarca                                                               | 1 – 2                                                                   | Norvegia                                                                | Algarve Cup 2020 - Prima fase                                           | -                                                                       | 84’                                                                     |
| 7-3-2020                                                                | Lagos                                                                   | Germania                                                                | 4 – 0                                                                   | Norvegia                                                                | Algarve Cup 2020 - Seconda fase                                         | -                                                                       | 46’                                                                     |
| 22-9-2020                                                               | Oslo                                                                    | Norvegia                                                                | 1 – 0                                                                   | Galles                                                                  | Qual. Euro 2022                                                         | -                                                                       | 68’                                                                     |
| 27-10-2020                                                              | Cardiff                                                                 | Galles                                                                  | 0 – 1                                                                   | Norvegia                                                                | Qual. Euro 2022                                                         | -                                                                       | 65’                                                                     |
| 8-4-2021                                                                | Bruxelles                                                               | Belgio                                                                  | 0 – 2                                                                   | Norvegia                                                                | Amichevole                                                              | -                                                                       | 67’                                                                     |
| 13-4-2021                                                               | Wiesbaden                                                               | Germania                                                                | 3 – 1                                                                   | Norvegia                                                                | Amichevole                                                              | -                                                                       | 88’                                                                     |
| 10-6-2021                                                               | Kalmar                                                                  | Svezia                                                                  | 1 – 0                                                                   | Norvegia                                                                | Amichevole                                                              | -                                                                       | 60’                                                                     |
| 15-6-2021                                                               | Enschede                                                                | Paesi Bassi                                                             | 7 – 0                                                                   | Norvegia                                                                | Amichevole                                                              | -                                                                       | 63’ 66’                                                                 |
| 16-9-2021                                                               | Oslo                                                                    | Norvegia                                                                | 10 – 0                                                                  | Armenia                                                                 | Qual. Mondiali 2023                                                     | -                                                                       | 63’                                                                     |
| 21-9-2021                                                               | Pristina                                                                | Kosovo                                                                  | 0 – 3                                                                   | Norvegia                                                                | Qual. Mondiali 2023                                                     | -                                                                       | 73’                                                                     |
| 21-10-2021                                                              | Łódź                                                                    | Polonia                                                                 | 0 – 0                                                                   | Norvegia                                                                | Qual. Mondiali 2023                                                     | -                                                                       | 55’                                                                     |
| 26-10-2021                                                              | Oslo                                                                    | Norvegia                                                                | 4 – 0                                                                   | Belgio                                                                  | Qual. Mondiali 2023                                                     | -                                                                       | 90+3’                                                                   |
| 25-11-2021                                                              | Rrogozhinë                                                              | Albania                                                                 | 0 – 7                                                                   | Norvegia                                                                | Qual. Mondiali 2023                                                     | -                                                                       | 69’                                                                     |
| 30-11-2021                                                              | Erevan                                                                  | Armenia                                                                 | 0 – 10                                                                  | Norvegia                                                                | Qual. Mondiali 2023                                                     | -                                                                       | 64’                                                                     |
| 16-2-2022                                                               | Lagos                                                                   | Norvegia                                                                | 0 – 2                                                                   | Portogallo                                                              | Algarve Cup 2022                                                        | -                                                                       | 76’                                                                     |
| 20-2-2022                                                               | Faro                                                                    | Italia                                                                  | 2 – 1                                                                   | Norvegia                                                                | Algarve Cup 2022 - 1º turno                                             | -                                                                       | 78’                                                                     |
| 23-2-2022                                                               | Faro                                                                    | Portogallo                                                              | 0 – 2                                                                   | Norvegia                                                                | Algarve Cup 2022 - Finale 3º poto                                       | -                                                                       | 46’ 86’                                                                 |
| 7-4-2022                                                                | Sandefjord                                                              | Norvegia                                                                | 5 – 1                                                                   | Kosovo                                                                  | Qual. Mondiali 2023                                                     | -                                                                       | 77’                                                                     |
| 12-4-2022                                                               | Oslo                                                                    | Norvegia                                                                | 2 – 1                                                                   | Polonia                                                                 | Qual. Mondiali 2023                                                     | -                                                                       | 70’                                                                     |
| 24-6-2022                                                               | Oslo                                                                    | Norvegia                                                                | 2 – 0                                                                   | Nuova Zelanda                                                           | Amichevole                                                              | -                                                                       |                                                                         |
| 29-6-2022                                                               | Viborg                                                                  | Danimarca                                                               | 1 – 2                                                                   | Norvegia                                                                | Amichevole                                                              | -                                                                       | 64’                                                                     |
| 7-7-2022                                                                | Southampton                                                             | Norvegia                                                                | 4 – 1                                                                   | Irlanda del Nord                                                        | Euro 2022 - Fase a gironi                                               | -                                                                       | 65’                                                                     |
| 11-7-2022                                                               | Brighton & Hove                                                         | Inghilterra                                                             | 8 – 0                                                                   | Norvegia                                                                | Euro 2022 - Fase a gironi                                               | -                                                                       | 75’                                                                     |
| 15-7-2022                                                               | Brighton & Hove                                                         | Austria                                                                 | 1 – 0                                                                   | Norvegia                                                                | Euro 2022 - Fase a gironi                                               | -                                                                       | 64’                                                                     |
| 7-10-2022                                                               | Oslo                                                                    | Norvegia                                                                | 1 – 4                                                                   | Brasile                                                                 | Amichevole                                                              | -                                                                       | 72’                                                                     |
| 11-10-2022                                                              | L'Aia                                                                   | Paesi Bassi                                                             | 0 – 2                                                                   | Norvegia                                                                | Amichevole                                                              | -                                                                       | 75’                                                                     |
| 11-11-2022                                                              | Alicante                                                                | Norvegia                                                                | 1 – 2                                                                   | Francia                                                                 | Amichevole                                                              | -                                                                       | 64’                                                                     |
| 15-11-2022                                                              | San Pedro del Pinatar                                                   | Inghilterra                                                             | 1 – 1                                                                   | Norvegia                                                                | Amichevole                                                              | -                                                                       | 73’                                                                     |
| 15-2-2023                                                               | Angers                                                                  | Uruguay                                                                 | 0 – 1                                                                   | Norvegia                                                                | Torneo di Francia 2023                                                  | -                                                                       | 80’                                                                     |
| 18-2-2023                                                               | Laval                                                                   | Danimarca                                                               | 2 – 0                                                                   | Norvegia                                                                | Torneo di Francia 2023                                                  | -                                                                       | 62’                                                                     |
| 21-2-2023                                                               | Angers                                                                  | Francia                                                                 | 0 – 0                                                                   | Norvegia                                                                | Torneo di Francia 2023                                                  | -                                                                       |                                                                         |
| 6-4-2023                                                                | Ibiza                                                                   | Spagna                                                                  | 4 – 2                                                                   | Norvegia                                                                | Amichevole                                                              | -                                                                       | 90’                                                                     |
| 11-4-2023                                                               | Göteborg                                                                | Svezia                                                                  | 3 – 3                                                                   | Norvegia                                                                | Amichevole                                                              | -                                                                       | 61’                                                                     |
| 25-7-2023                                                               | Hamilton                                                                | Svizzera                                                                | 0 – 0                                                                   | Norvegia                                                                | Mondiali 2023 - Fase a gironi                                           | -                                                                       | 57’                                                                     |
| Totale                                                                  |                                                                         | Presenze                                                                | 46                                                                      |                                                                         | Reti                                                                    | 3                                                                       |                                                                         |

## Palmarès

### Nazionale
- Algarve Cup: 1

2019